# Escut de Liechtenstein
L'escut de Liechtenstein són les armories de la dinastia regnant. Com a emblema sobirà del Principat de Liechtenstein, el seu ús està reservat als membres de la Casa Principesca i a les autoritats estatals. També es pot autoritzar certs individus privats a fer-ne ús, si és en interès de l'Estat. Les armes mostren la història de la Casa Principesca i s'hi representen les diferents àrees d'Europa que han tingut un paper significatiu en el petit Estat, tant per conquesta com per lligams matrimonials.
Es tracta d'un escut quarterat.
- Al primer quarter, les armes de Silèsia: d'or, una àguila de sable, coronada i membrada d'or, becada d'argent, linguada i armada de gules, carregada al pit amb un muntant trevolat i creuat d'argent.
- Al segon quarter, les armes dels Kuenring: faixat d'or i de sable de vuit peces carregat amb un crancelí de sinople.
- Al tercer quarter, les armes dels ducs de Troppau: partit de gules i argent.
- Al quart quarter, les armes dels Cirksena de la Frísia Oriental, comtes de Rietberg: d'or, una harpia de sable amb la part humana d'argent, coronada i membrada d'or i armada de gules.
- Gaiat curvilini a la punta, les armes dels ducs de Jägerndorf: d'atzur, un corn de caça cordat d'or.
- Ressaltant sobre el tot, un escussó amb les armes de la Casa Principesca: truncat d'or i de gules.
- L'escut, carregat damunt un mantell de gules folrat d'ermini i embellit d'or, timbrat amb la corona de príncep.

L'escut apareix al centre de la bandera d'Estat.
A part de la versió completa de l'escut, també n'hi ha una de simplificada, coneguda com les armes petites (en alemany Kleine Staatswappen), consistent en l'escussó central de la Casa Principesca timbrat amb la corona de príncep.